# Walker (jaciment a Maryland)
Walker és un jaciment arqueològic prop de Poolesville, al Comtat de Montgomery (Maryland). El jaciment és un gran poble del Període Silvícola situat a Selden Island, una illa fluvial al riu Potomac. Les excavacions realitzades a les dècades del 1930 i del 1940 van revelar una secció de 12 metres d'una palissada, patrons de cases circulars, fosses ovalades poc profundes i fosses cilíndriques, i enterraments flexionats als pisos de les cases. L'illa dona nom a un tipus ceràmic característic del Període Silvícola coneguda com a ceràmica Selden Island, que data del 1000 al 750 aC i es distribueix des dels actuals Virgínia fins a Delaware i el sud-est de Pennsilvània, incloent-hi l'altiplà de Piedmont i la plana costanera de Maryland.